# ムバル・アザム・イブラヒム
ムバル・アザム・イブラヒム（ディベヒ語: މުބާލް އައްޒާމް އިބްރާހީމް、英語: Mubal Azzam Ibrahim、2000年11月3日 - ）は、モルディブの競泳選手。2020年東京オリンピックの男子100m自由形にモルディブ代表として出場した。